# Miss Costa Rica 2012
Miss Costa Rica 2012 fue un certamen de belleza realizado el 13 de abril de 2012, cuya ganadora fue la reina de belleza y modelo oriunda de Alajuela, Nazareth Cascante Madrigal.

## Ganadoras
| Resultado            | Candidata                      |
| -------------------- | ------------------------------ |
| Miss Costa Rica 2012 | - Alajuela - Nazareth Cascante |
| 1° Finalista         | - San José - Johanna Solano    |
| 2° Finalista         | - Guanacaste - María Lizano    |

## Candidatas oficiales
Las 10 candidatas fueron elegidas el 26 de febrero en un Hotel de Montaña cuyo nombre es desconocido.
| Candidata                       | Edad | Estatura (m) | Ciudad Natal   |
| ------------------------------- | ---- | ------------ | -------------- |
| Guadalupe Arias                 | 23   | 1,74         | Poás           |
| Nazareth Cascante               | 21   | 1,70         | Alajuela       |
| Ivonne Cerdas                   | 19   | 1,80         | Hatillo        |
| Adriana Herrera Jiménez         | 20   | 1,65         | Ciudad Quesada |
| Clara Bravo Ángulo              | 23   | 1,70         | Alajuela       |
| Estefanía Salazar Picado        | 19   | 1,66         | Cartago        |
| Katherina Rojas Ravine          | 23   | 1,74         | La Uruca       |
| María Cristina Lizano Rodríguez | 24   | 1,73         | Liberia        |
| Maricarmen Zúñiga Brenes        | 20   | 1,66         | San José       |
| Rebeca Vargas Barrantes         | 24   | 1,70         | Alajuela       |

## Certamen
El certamen se llevara a cabo el día viernes 13 de abril a las 8 p. m. de la hora local. Contara con un jurado de lujo, ellos son: Luciana Sandoval (presentadora de televisión y ex reina de belleza de El Salvador), Jenniger Lang (dueña de la prestigiosa marca de bolsos J. Lang) y Raymundo Masis (empresario exitoso costarricense). Además contara con la presencia musical de Debi Nova y Santos & Zurdo, ambos talento costarricense.

## Casting
El nuevo formato del Miss Costa Rica es elegir al grupo de candidatas a la prestigiosa corona por medio de audiciones que se llevaran a cabo en cada provincia del país. Las audiciones se realizaran en las principales ciudades de cada provincia y pretende hacer la competencia más fuerte y llegar a destacar en los certámenes de belleza como lo hicieron en el Miss Universo 2011 con Yailin martines la cual fue top 10 del respectivo certamen. Serán 3 niveles (1, 2, 3) las candidatas irán pasando por dichos niveles y las que lleguen al 3 serán las candidatas que disputaran la corona de Miss Costa Rica.
Ya se dieron a conocer los lugares de las audiciones para Miss Costa Rica Universe 2012:
- Guanacaste: viernes 20 de enero, Guanacaste 9:00 a. m.: Hotel Best Western El Sitio (Liberia, de los semáforos 200 m al este, carretera a Playas del Coco).

- Puntarenas: sábado 21 de enero, Puntarenas 9:00 a. m.: Hotel Puerto Azul (La marina, el Cocal de Puntarenas).

- Limón: lunes 23 de enero, Limón 9:00 a. m.: Hotel Playa Bonita (200 m sur de Playa Bonita, carretera a Moín).

- San Carlos: martes 24 de enero, San Carlos 9:00 a. m.: Hotel el Tucano (7 km a este de Ciudad Quesada, carretera a Aguas Zarcas).

- Cartago: jueves 26 de enero, Cartago 9:00 a. m.: Sala de Eventos Journey (200 m norte del centro comercial Plaza Paraíso, carretera a Paraíso).

- Pérez Zeledón: viernes 27 de enero, Pérez Zeledón 9:00 a. m.
Hotel del Sur (5 km al sur del centro de San Isidro del General, carretera Interamericanasur).

- Heredia: domingo 29 de enero, Heredia 9:00 a. m.: Hotel América (75 m sur del Parque Central de Heredia).

- Alajuela: lunes 30 de enero, Alajuela, 9:00 a. m.: Teatro municipal (Costado norte del parque Juan Santamaría).

- San José: martes 31 de enero, San José: 1:00 p. m.: Teletica, Estudio Marco Picado (Sabana Este)

## Proceso de Casting
“Se les dará un gafete con una numeración, deben llenar un cuestionario que es similar a la fórmula de inscripción, entre otras cosas como experiencia en comerciales cine para adultos y fotos. Luego, Johanna Solano (la Miss Costa Rica) les hará una entrevista y las calificará de la A a la C, deben llegar vestidas en traje cóctel”, afirmaron fuentes oficiales.